# 島山公園
島山公園（도산공원、トサンこうえん）は、韓国ソウル特別市江南区新沙洞にある公園。1973年に朝鮮独立運動家の安昌浩を顕彰するべく設立された。安昌浩の号の「島山」にちなんで島山公園と名付けられた。公園内には安昌浩の銅像があり、西洋式庭園のように中央に円形の遊歩道がある。また、公園内の島山安昌浩記念館では、安昌浩の写真や日記などの資料が展示されている。島山公園周辺は、近くの狎鴎亭洞や清潭洞のような高級ブランドショップがある。最寄駅は、ソウル地下鉄3号線狎鴎亭駅となっている。 

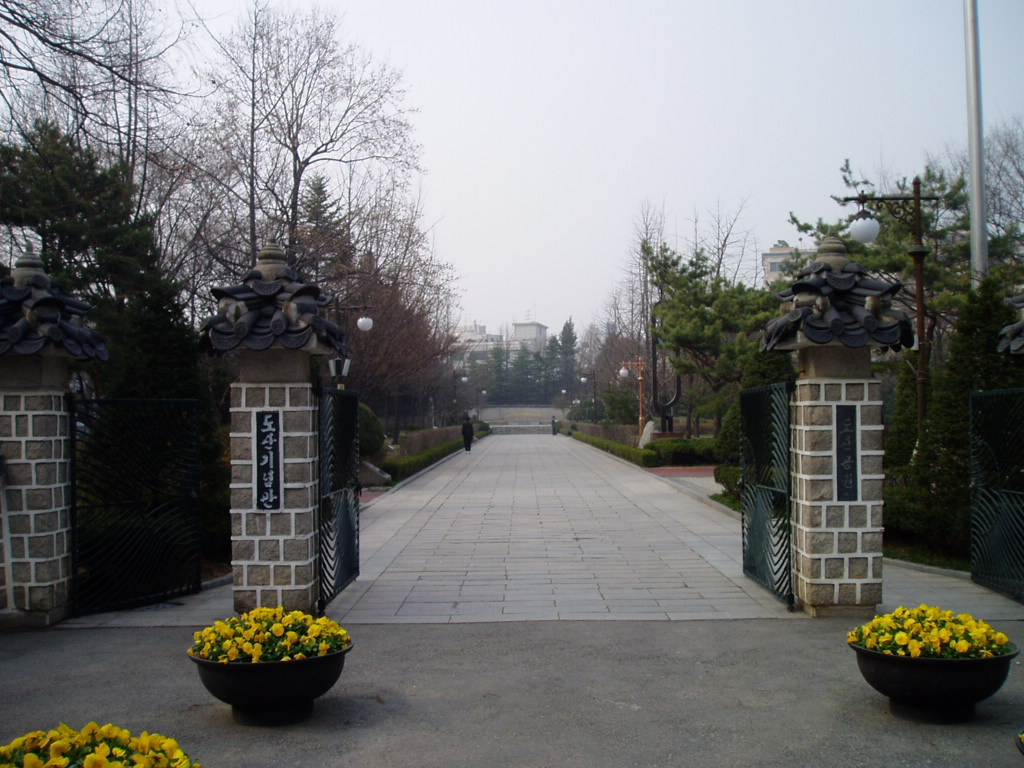
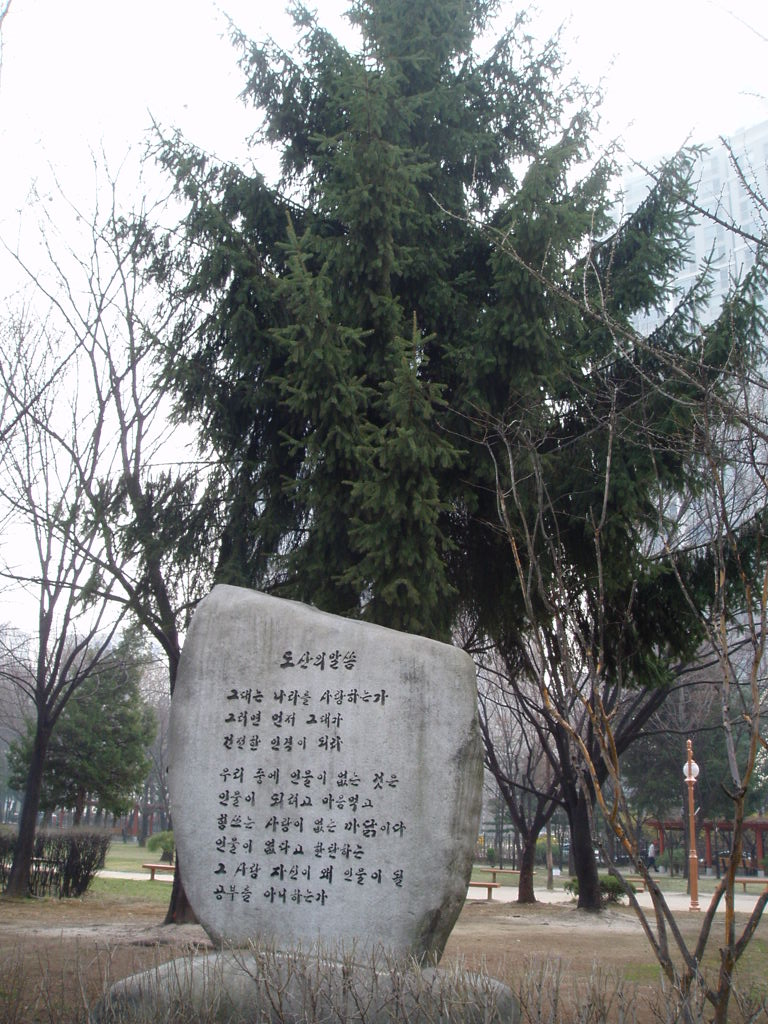
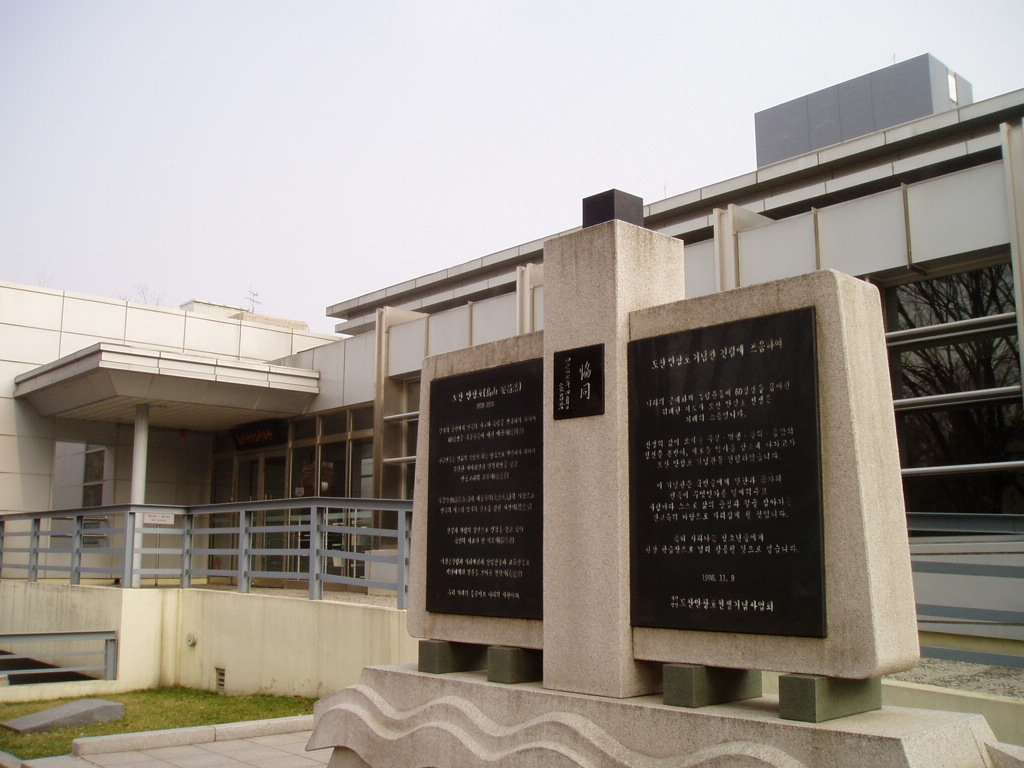